# میرآباد (ثلاث باباجانی)
میرآباد شهری در استان کرمانشاه ایران است. این شهر مرکز بخش زمکان شهرستان ثلاث باباجانی در این استان است.

## جمعیت
شهر میرآباد مرکز بخش زمکان، براساس سرشماری مرکز آمار ایران در سال ۱۴۰۳، جمعیت آن ۲۵۰۰ نفر (۴۵۰خانوار) بوده‌است.